# Krisztus Jézus született
A Krisztus Jézus született egy karácsonyi ének. Eredetileg a Tárkányi-Zsasskovszky énektárban jelent meg 1855-ben. Pongrácz Zoltán gyűjtötte Szelőcén 1933-ban. Első két sora csaknem azonos a Szülte a Szűz szent Fiát! kezdetű, ugyancsak karácsonyi énekkel.
Feldolgozás:
| Szerző       | Mire          | Mű                      |
| ------------ | ------------- | ----------------------- |
| Petres Csaba | három furulya | Tarka madár, 155. kotta |

## Kotta és dallam
| Krisztus Jézus született, örvendezzünk, Néki öröméneket zengedezzünk. Dávidnak véréből, tiszta szűz véréből Született, Krisztus nekünk. | A szüzesség lilioma kivirágzott, Megtermé a mennyei szép virágot. A kegyes Jézuska, minekünk meghozta Születvén, a váltságot! |

## Felvételek
- Krisztus Jézus született. Szolgáló Hittan (Hozzáférés: 2017. június 28.) (audió)[halott link]
- KH032A 201012251971 KRISZTUS JÉZUS SZÜLETETT ÖRVENDEZZÜNK. YouTube (2010. december 25.)  (Hozzáférés: 2017. június 28.) (videó)
- Krisztus Jézus született. Margaréta Citerazenekar  YouTube (2011. július 20.)  (Hozzáférés: 2017. június 28.) (videó) 4:16–.